# 重北輕南
重北輕南，又稱南北差距，是指台灣經濟和政治的發展高度集中在首都臺北市，使得臺北市在金融、經濟、科技、政治、教育、學術、文化各領域都遙遙領先台灣其他地區的現象，此現象是和臺北作為大都市而擁有磁吸效應有關。
從1945年之後，中央政府由中國國民黨執政時期較長，但西元2000年之後則民主進步黨執政時期相對較長，且南台灣在西元2000年後主要都是民進黨執政。臺灣南北差距可以講是兩黨之間、府際之間及中央政府與地方政府長期無法提出有效政策，並互相配合對方提出的政策所造成的結果。根據統計從1980年到2012年間，北台灣總人口增加368萬，中台灣增加114萬，南台灣增加86萬，長期的趨勢是南部人口成長比中部低，中部又比北部低，人口成長的趨勢與距離中央政府所在地台北市的遠近相反，此現象被認為與中央政府整體國土規劃與產業布局的結果有關。
南北失衡背後潛藏的是臺灣長期以來的地區資源分配問題，以及因行政區劃、產業布局衍生出的經濟與社會問題。

## 历史沿革

### 臺北市
1967年臺北市升格為直轄市後臺北市政府的首都地位不但高於台灣的其他縣市，與臺灣省政府平起平坐，在財政上受惠於《財政收支劃分法》對於直轄市可保留較多稅收的規定，財政狀況逐年改善，成為全台財政最佳的縣市。與此同時，多數縣市仍因財政困難，對於建設發展力不從心。
隨著台灣出口導向的經濟發展模式取得成果，中央政府亦大舉注資台北都會區周邊的各項都市建設，從違建拆除、開闢綠地、拓寬道路等到兩廳院等。
自1980年代起，台灣的建設（由中央統籌分配的各地方政府總支出、經濟建設投資、交通建設投資等）有將近一半投入以台北市為核心的北台灣。
台北遂成為全台的政治、經濟、金融、文化、傳播媒體與學術教育的中心。

### 高雄市
中央政府的出口導向政策，在高雄成立加工出口區以及十大建設下的各式各樣的大規模輕工業、重工業，帶動人口移入，高雄跨越了晉身為直轄市的高門檻—人口破百萬。高雄市於1979年正式升格為直轄市，成為臺灣第二個直轄市。
高雄市的企業認為重要機構與決策者都在台北，除了財政部國稅局與經濟部國際貿易局之外，所有政府機構都以「高雄業務有限」為由謝絕在高雄設點。
1980年代以來，隨著台灣的產業主力面臨轉型升級，高雄市的產業支柱之一「加工出口產業」大量外移，導致高雄港逐漸喪失其一重要貨源，經濟逐步下滑進入衰退。

## 南北差距
1994年起陸續有學術文獻揭露臺灣的區域發展往台北單向傾斜的問題，研究中也以各項數據（包含：預算分配、汙染問題、台灣河川整治順位、公共衛生資源的差距、國際賽事地點、藝文活動數量、大學師生比）來呈現南北的差異。
長久以來，眾多人士均呼籲中央政府應該致力於弭平南北差距，這些訴求大致可分為兩大類：
1. 財政分配（預算分配南北平衡、修正財政收支劃分法）
2. 首都機能分散（遷都、部分中央部會南遷，例如：行政院農業委員會遷移到農業重鎮的嘉南平原；經濟部工業局遷移到工業大城高雄等）

## 稅制問題
營業稅法：「各省（市）徵收營業稅，應以其轄境為範圍，按營利事業之營業額，依本法分類計徵標的表課徵之。其未規定之營業，比照其性質類似之營業辦理。其無類似之營業者，報由財政部核定之。」
是故，營業稅的繳納地點係以營業行為的發生地點為準；又企業總公司經辦的業務即為訂貨、收款、銷售等營業行為，不同於工廠負責之生產、儲存、送貨等事宜。許多公司行號考慮到台北市的基礎建設完善，企業在營運上較為方便，加上台北市政府財源豐富，連帶對於公司行號的稅捐稽查較為寬鬆，無形中讓企業可以省下許多成本，於是便把企業營運總部設立在台北市。

### 財政收支劃分法
早期，財政劃分收支法規定，營業稅屬於地方稅，地方政府徵收地方營利事業繳納的稅款後，30%可由地方政府自用，50%上繳臺灣省政府（省政府），20%提交給省政府統籌分配給其下級政府使用（統籌分配款）。當時雖然已經有縣市政府向省政府反映，臺灣的經濟結構由農業逐步轉型為勞力密集工業，許多農田轉做為廠房，田賦漸趨式微，營業稅取代田賦成為政府稅收的重要來源，地方政府不僅蒙受田賦短收的損失，卻還須盡義務替多數總公司所在地的台北市政府投入相關公家資源來維護工廠營運，有失公允。但由於台灣所有縣市都是省政府的下級單位，企業無論是向哪個地方政府繳納營業稅，都不會影響省政府的歲入資金，因此省政府在知悉問題後僅表達同情，未有實際改革作為。
隨著台灣從傳統農村社會逐步進入工商業社會，大量外縣市人口遷入台北市，衍生出市區人口擴張問題。中華民國中央政府為了給予台北市政府更多資源去完善都市基礎建設，遂於1967年將台北市升格為直轄市。台北市政府的上級機關從此不再是省政府而是層級更高的中央政府。升格為直轄市的台北市，依照當時的財政收支劃分法，不再需要向省政府繳納所徵得之大部分營業稅。

### 高雄市的工業城市形象

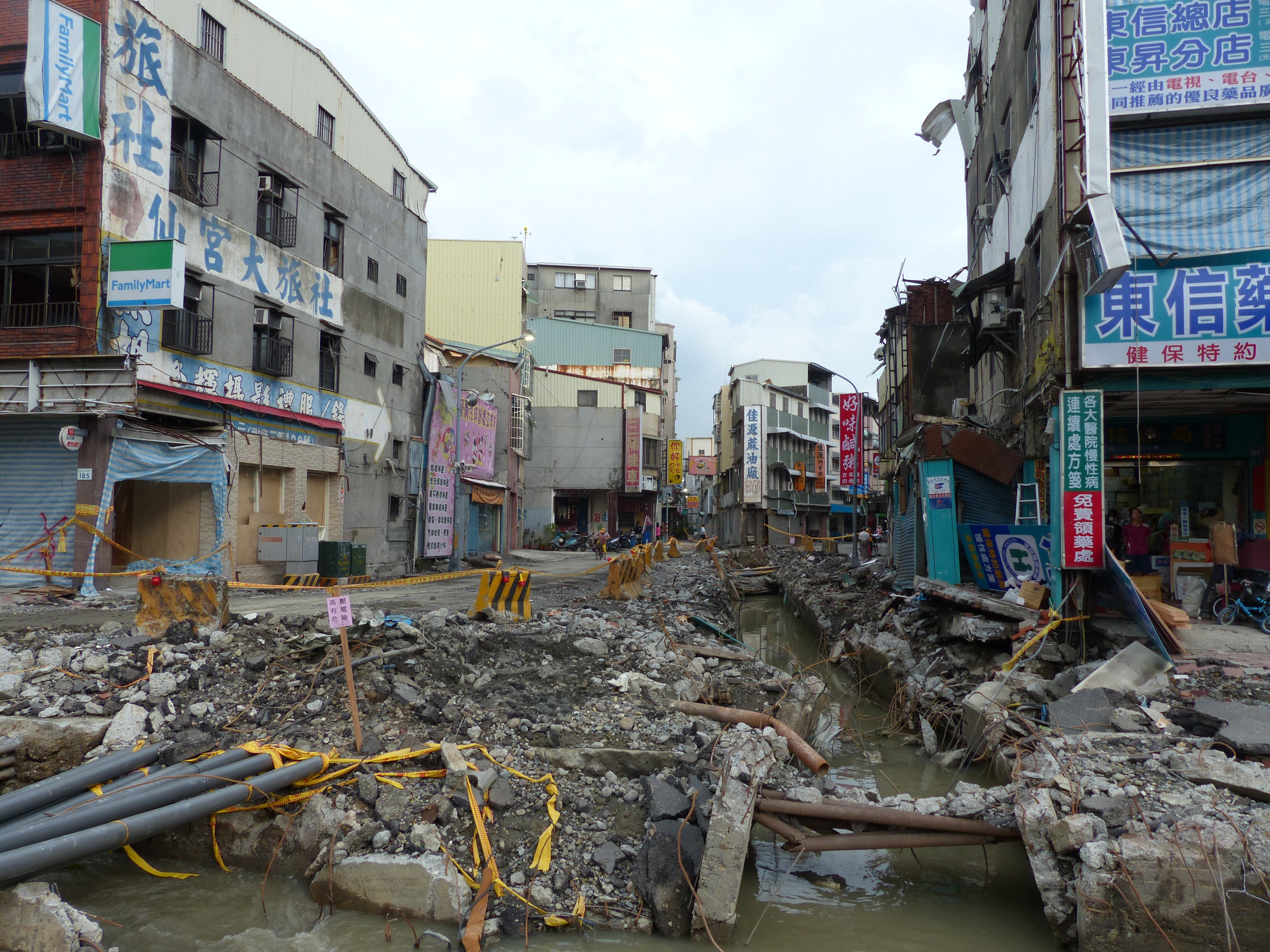
2014年因丙烯外洩而發生氣爆

曾經成立過的六座輕油裂解廠就有五座位於現今的高雄市，包含一輕、二輕、三輕、新三輕、四輕和五輕，可見中央政府將高雄的產業側重發展重石化工業。在1993年一場討論美濃水庫興建的研討會上，鍾永豐曾提出質疑，為何要在缺水的南部設立耗水石化工業，並將汙染留在南部，而管理層卻在臺北。
政黨輪替後的高雄市政府長期推動市容綠美化政策，意圖改變工業城市形象及重工業帶來的汙染。
但國民黨智庫國家政策研究基金會在2018年時認為，高雄市政府只進行城市美化，沒有其他軟體、融資等配套，也沒有規劃產業類型，是高雄就業機會沒有起色及人口結構老化的原因之一。